# Värmland
Il Värmland è una provincia storica della Svezia, situata nella regione dello Svealand.